# SOEVK-Modell
Das SOEVK-Modell auch SEOVK-Modell ist ein Modell zur Verhaltens- und Bedingungsanalyse und eine Weiterentwicklung des S-O-R-K-C-Modells von Frederick Kanfer. Das Modell wurde dabei um die Komponente E (Erwartungen) erweitert. Außerdem wurde R (Reaktion) durch V (Verhalten) ersetzt. K (Kontingenz) entfällt in dem Modell. Stattdessen wird statt C für das englische Wort „consequence“ mit einem K für das deutsche Wort Konsequenz geschrieben. Im Gegensatz zum SORKC-Modell  wird hier noch zusätzlich zwischen kurz- und langfristigen, internen und externen Konsequenzen unterschieden. Dementsprechend ergibt sich:
- S – Situation oder Stimulus: physikalische Merkmale beispielsweise die Anwesenheit oder das Verhalten von Personen oder das vorhergehende Verhalten des Patienten selbst.
- O – Organismus: genetische Disposition oder biologische Funktionsstörungen, gelernte psychophysiologische Reaktionsmuster, Wirkung von Medikamenten oder Drogen, aktuelle Bedingungen oder erworbene Defizite.
- E – Erwartungen: Das beinhaltet Erwartungen in Bezug auf die Situation und an das eigene Verhalten und die Konsequenzen, aber auch die angenommenen Erwartungen anderer Personen, sowie die eigenen Standards und über das eigene Verhalten in Form von Plänen und  Oberplänen.
- V – Verhalten: Darunter versteht sich motorisches Verhalten, aber auch emotionales, kognitives und physiologisches Verhalten.
- K – Konsequenz: Hier unterscheidet man nicht nur wie bisher im SORKC-Modell nach positiven und negativen Konsequenzen. Zusätzlich unterscheidet man zwischen kurzfristigen und langfristigen Konsequenzen (Kk, Kl), aber auch zwischen internen und externen Konsequenzen (Ki, Ke).

In einer Erweiterung des Modells kommen anstelle von E folgende Komponenten dazu (Gisela Bartling, Liz Echelmeyer, Margarita Engberding; 2007):
- WP – Wahrnehmungsprozess: Dazu gehört das Orientieren, Aufnehmen und Kodieren von Information
- iV – innere Verarbeitung: Dazu gehört die Interpretation der Situation (Attribution, Bedeutung, Erwartungen, Schlussfolgerungen), die Bewertung in Bezug auf Ziele (Vergleich zwischen Ist und Soll) sowie eine Handlungsvorbereitung.

Zumindest in diesem erweiterten Modell wird zwischen internen und externen Situationen (Si, Se) unterschieden.
Die Differenzierung der Komponenten lässt zu, dass man bezogen auf jede Komponente Interventionen zur Veränderung gestaltet. Beispielsweise kann man auf die innere Verarbeitung (iV) durch Verhaltensexperimente eine Realitätsprüfung bewirken oder durch kognitive Umstrukturierung eine Reattribuierung oder Neubewertung.